# Konžakovskij Kamen'
Il Konžakovskij Kamen' (in russo Конжаковский Камень?) è una montagna della Russia che si trova all'estremo sud nella catena degli Urali settentrionali.
Si trova a sud del Kos'vinskij Kamen' nell'Oblast' di Sverdlovsk, è una delle vette più alte degli Urali con i suoi 1 569 m. La montagna è composta principalmente da pirosseniti, duniti e gabbro. 
Il massiccio Konžakovskij comprende la cresta Serebrjanskij a est (che ha il suo punto più alto nel Serebrjanskij Kamen', 1305 m) e la cresta Konžakovskij a ovest che comprende vari picchi: Trapecija (1 253 m), Južnyj Iob (1 311 m), Severnyj Iob (1 263 m), Konžakovskij Kamen' (1 569 m), Tlajskij Kamen' (1 471 m).
Scendono dal massiccio alcuni piccoli affluenti del fiume Lobva.